# لاکنو مرکزی
لاکنو مرکزی (به انگلیسی: Lucknow Central) فیلمی هندی محصول سال ۲۰۱۷ و به کارگردانی رانجیت تیواری است. در این فیلم بازیگرانی همچون فرهان اختر، دیانا پنتی، ویراندرا ساکسنا، دیپاک دوبریال، رونیت روی، جیپی گروال، ایناملحق، راجیش شارما و راوی کیشان ایفای نقش کرده‌اند.